# Please (Toni Braxton-dal)
A Please Toni Braxton amerikai énekesnő első kislemeze ötödik, Libra című stúdióalbumáról. A megfelelő promóció hiánya miatt a Please nem került fel a Billboard Hot 100 amerikai slágerlistára, csak a Bubbling Under Hot 100 Singles negyedik helyéig jutott, ezzel Braxton egyik legsikertelenebb kislemeze. A Please az album egyetlen kislemeze, amelyhez videóklip készült (leszámítva a The Time of Our Livest, mely az album németországi új kiadásán szerepelt). A klipet Chris Robinson rendezte.
A dal szerepelt a Hetedik mennyország tévésorozat 10. évadjának Mama’s Gonna Buy You a Diamond Ring című epizódjában, amit az USA-ban 2005. október 3-án mutattak be.

## Számlista
CD kislemez (USA, promó)
1. Please (LP Version) – 3:50
2. Please (Instrumental) – 3:58
3. Please (Call Out Hook) – 0:18

## Helyezések
| Slágerlista (2005)                           | Legmagasabb helyezés |
| -------------------------------------------- | -------------------- |
| Euro 200                                     | 179                  |
| USA Billboard Bubbling Under Hot 100 Singles | 4                    |
| USA Billboard Hot R&B/Hip-Hop Songs          | 36                   |
| USA Billboard Hot Adult R&B Airplay          | 7                    |
| World R&B Top 30 Singles                     | 8                    |